# Bruce Thomas (bassist)
Bruce Thomas (Stockton-on-Tees (Engeland), 14 augustus 1948) is een Brits bassist. Hij is voornamelijk bekend als bassist van The Attractions, ontstaan in 1977 als begeleidingsband van Elvis Costello.
Thomas was reeds een veteraan in de muziekscene voordat hij bij Costello ging spelen. Hij had bij bands als The Roadrunners (met Paul Rodgers en Micky Moody), Bitter Sweet, en Bodast gespeeld. Hij was lid van Quiver, al dan niet met Sutherland Brothers en Al Stewart. 
Maar het is zijn werk met Costello dat hem de grootste faam bracht. Tussen 1977 en 1987 brachten Elvis Costello & The Attractions negen albums uit, waaronder This Year's Model (1978), Punch The Clock (1983), en Blood & Chocolate (1986). 
Na de split met Costello deed Thomas opnames met onder andere Billy Bragg, John Wesley Harding en Suzanne Vega. 
In 1990 bracht Thomas zijn eerste boek uit "The Bog Wheel", een autobiografie waarin Costello er (in het boek "The Singer" genaamd) nogal povertjes uitkomt. Op zijn album "Mighty as a Rose" repliceert Costello met het nummer "How to be Dumb" (1991). De relatie tussen beiden is dan ook ijskoud. 
Ondanks dat en overtuigd door producer Mitchell Froom nodigde Costello Thomas uit om op het album Brutal Youth (1994) mee te spelen. De reünie van Elvis Costello & The Attractions op dit album werd gevolgd door een tournee en het album All This Useless Beauty (1996). 
Het was duidelijk dat Costello en Thomas dan al niet meer samen door een deur konden en de groep ging dan ook opnieuw uiteen. De andere twee Attractions, Steve Nieve en Pete Thomas (geen familie met Bruce), hebben later wel nog met Costello gewerkt.
In 2003 werd Thomas opgenomen in de Rock and Roll Hall of Fame als lid van Elvis Costello & The Attractions. Thomas kwam wel het podium op om samen met Costello de prijs in ontvangst te nemen, maar ze wilden niet samen optreden. Thomas' tweede boek On the Road... Again werd in datzelfde jaar uitgebracht.
- Gemeinsame Normdatei: 13453879X
- International Standard Name Identifier: 0000 0000 8452 707X
- Library of Congress Control Number: n91059779
- MusicBrainz: aece5c58-4ce5-4a4b-8f28-8e36e5966528
- National Archives and Records Administration: 10572326
- Nationale Bibliotheek van Tsjechië: xx0103293
- Nederlandse Thesaurus van Auteursnamen: 089961951
- SNAC: w6rr3h3x
- Virtual International Authority File: 60723058
- WorldCat: E39PBJtX9j7byjdW3Wf9jjVQv3